# Gavin MacLeod
Allan George See (Mount Kisco (New York), 28 februari 1931 – Palm Desert, 29 mei 2021) was een Amerikaans acteur, bekend geworden onder zijn artiestennaam Gavin MacLeod.

## Levensloop
MacLeod maakte zijn televisiedebuut in 1957 in het programma The Walter Winchell File. Na een kleine filmrol kreeg hij in 1958 een kleine rol in de misdaadfilm I Want to Live!. Nadat hij in de film Operation Petticoat, met Cary Grant en Tony Curtis speelde, bleek dat zijn doorbraak te zijn als komisch acteur. Hij werd hierna gecast in twee andere komedies, High Time met Bing Crosby en The Party met Peter Sellers. In de jaren zestig speelde hij meerdere gastrollen in komische series, zoals The Dick Van Dyke Show. Zijn eerste grote televierol was die van Joseph Haines in McHale's Navy. 

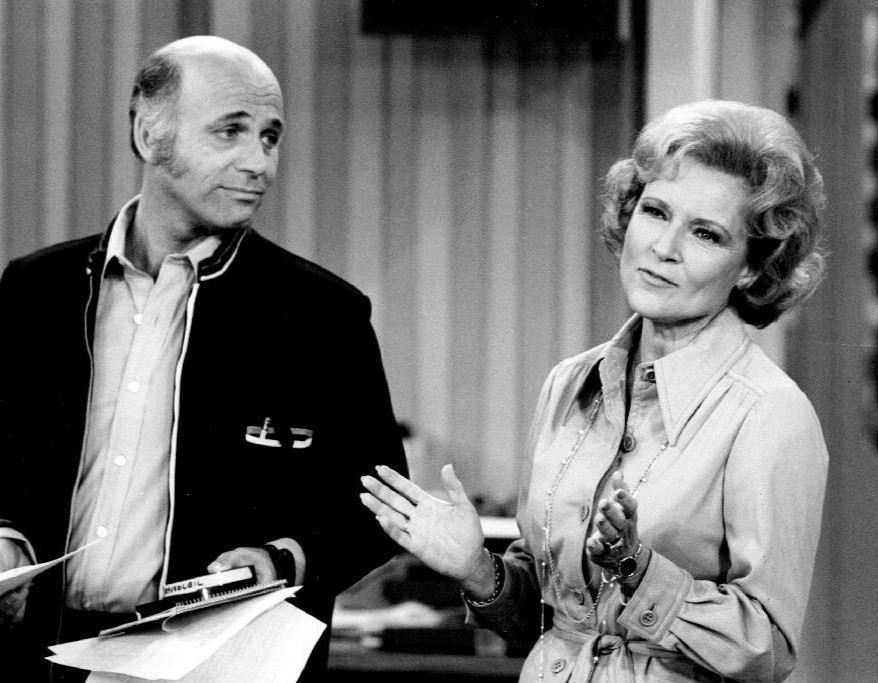
MacLeod met Betty White in The Mary Tyler Moore Show.

Vanaf 1970 speelde hij de rol van Murray Slaughter in de baanbrekende serie The Mary Tyler Moore Show. Hij was samen met Mary Tyler Moore de enige acteur die in alle afleveringen speelde. Hoewel de serie een record aantal Emmy's won destijds, gingen de nominaties naar zijn medespelers, wel werd hij voor twee Golden Globes genomineerd. Vele acteurs van de serie speelden hierna een hoofdrol in een eigen serie, zo ook MacLeod, die na het stoppen in 1977 zijn bekendste rol kreeg, die van Captain Stubing in The Love Boat. De serie werd in 90 landen vertoond en liep negen seizoenen. Hiervoor werd hij opnieuw drie keer voor een Golden Globe genomineerd. Hij speelde in meer dan honderd producties.
MacLeod trouwde drie keer (waarvan twee keer met dezelfde vrouw) en kreeg vier kinderen. In zijn biografie Back on Course gaat het onder meer over hoogtepunten ten tijde van The Love Boat, maar ook over zijn alcoholverslaving en echtscheidingen. Hij woonde in Los Angeles en was daar jarenlang buurman van Nancy Sinatra.
MacLeod overleed op 90-jarige leeftijd.

## Prijzen
| Jaar | Prijs        | Categorie                                       | Titel                     | Resultaat   |
| ---- | ------------ | ----------------------------------------------- | ------------------------- | ----------- |
| 1975 | Golden Globe | Beste mannelijke bijrol - televisie             | The Mary Tyler Moore Show | Genomineerd |
| 1977 | Golden Globe | Beste mannelijke bijrol - televisie             | The Mary Tyler Moore Show | Genomineerd |
| 1979 | Golden Globe | Beste televisieacteur in een komedie of musical | The Love Boat             | Genomineerd |
| 1981 | Golden Globe | Beste televisieacteur in een komedie of musical | The Love Boat             | Genomineerd |
| 1982 | Golden Globe | Beste televisieacteur in een komedie of musical | The Love Boat             | Genomineerd |

## Filmografie
- The Walter Winchell File Televisieserie - Rol onbekend (Afl., The Walkout, 1958)
- Young and Wild (1958) - Mac (Niet op aftiteling)
- The Thin Man Televisieserie - Rol onbekend (Afl., The Lost Last Chapter, 1958)
- I Want to Live! (1958) - Politieluitenant
- Peter Gunn Televisieserie - George Fallon (Afl., The Kill, 1958)
- Steve Canyon Televisieserie - Jack Olsen (Afl., The Robbery, 1959)
- Compulsion (1959) - Padua
- Pork Chop Hill (1959) - Soldaat Saxon
- World of Giants Televisieserie - Rol onbekend (Afl., Chemical Story, 1959)
- Men Into Space Televisieserie - Rol onbekend (Afl., Lost Missile, 1959)
- U.S. Marshal Televisieserie - Buck (Afl., The Arraignment, 1959)
- Operation Petticoat (1959) - Ernest Hunkle
- Man with a Camera Televisieserie - Johnny Patch (Afl., Live Target, 1959)
- Lock Up Televisieserie - Nick Mason (Afl., Framed Ex-Con, 1959)
- The Untouchables Televisieserie - Artie McLeod (Afl., The Tri-State Gang, 1959)
- Mr. Lucky Televisieserie - Bugsy McKenna (Afl., Bugsy, 1959)
- The Gene Krupa Story (1959) - Ted Krupa
- General Electric Theater Televisieserie - Billy Williams (Afl., So Deadly, So Evil, 1960)
- Twelve Hours to Kill (1960) - Johnny
- Mr. Lucky Televisieserie - Verkoper (Afl., Hair of the Dog, 1960)
- High Time (1960) - Professor Thayer
- Peter Gunn Televisieserie - Mitch Borden (Afl., The Five for Murder, 1960)
- Dan Raven Televisieserie - Branick (Afl., Tinge of Red, 1960)
- The Crimebusters (1961) - Harry Deiner
- The Untouchables Televisieserie - Jack 'Three Fingers' White (Afl., The Big Train: Part 1 & 2, 1961)
- Michael Shayne Televisieserie - Art (Afl., Strike Out, 1961)
- Cain's Hundred Televisieserie - Harry Deiner (Afl., Crime and Commitment: Part 1 & 2, 1961)
- Dr. Kildare Televisieserie - Lorenzo Lawson (Afl., Winter Harvest, 1961)
- The Dick Powell Show Televisieserie - Arnie (Afl., Doyle Against the House, 1961)
- The Investigators Televisieserie - Frankie Giff (Afl., Style of Living, 1961)
- Straightaway Televisieserie - Rol onbekend (Afl., The Heist, 1961)
- The Dick Van Dyke Show Televisieserie - Maxwell Cooley (Afl., Empress Carlotta's Necklace, 1961)
- Perry Mason Televisieserie - Lawrence Comminger (Afl., The Case of the Grumbling Grandfather, 1961)
- The Untouchables Televisieserie - Whitey Metz (Afl., Loophole, 1961)
- The Untouchables Televisieserie - William 'Porker' Davis (Afl., Man in the Middle, 1962)
- War Hunt (1962) - Soldaat Crotty
- McHale's Navy Televisieserie - Joseph 'Happy' Haines (38 afl., 1962-1964)
- The Munsters Televisieserie - Paul Newmar (Afl., The Sleeping Cutie, 1964)
- McHale's Navy (1964) - Zeeman Joseph 'Happy' Haines
- Gomer Pyle, U.S.M.C. Televisieserie - Fred Fay (Afl., Dance, Marine, Dance, 1965)
- The Man from U.N.C.L.E. Televisieserie - Mr. Cleveland (Afl., The Hong Kong Shilling Affair, 1965)
- The Andy Griffith Show Televisieserie - Gilbert Jamel (Afl., TV or not TV, 1965)
- Perry Mason Televisieserie - Mortimer Hershey (Afl., The Case of the Grinning Gorilla, 1965)
- The Sword of Ali Baba (1965) - Hulagu Khan
- The Munsters Televisieserie - Rol onbekend (Afl., Hot Rod Herman, 1965)
- McHale's Navy Joins the Air Force (1965) - Zeeman Joseph 'Happy' Haines
- The Andy Griffith Show Televisieserie - Bryan Bender (Afl., Taylors in Hollywood, 1965)
- Perry Mason Televisieserie - Dan Platte (Afl., The Case the Runaway Racer, 1965)
- My Favorite Martian Televisieserie - Alvin Wannamaker (Afl., Who's Got a Secret, 1965|The Man from Uncle Martin, 1966)
- Ben Casey Televisieserie - Rol onbekend (Afl., Then, Suddenly, Panic, 1966)
- Deathwatch (1966) - Emil
- Hogan's Heroes Televisieserie - Majoor Zolle (Afl., Hello, Zolle, 1966)
- Women of the Prehistoric Planet (1966) - Radio Operator (Niet op aftiteling)
- Baby Makes Three (Televisiefilm, 1966) - Dr. Charles Norwood
- The Rat Patrol Televisieserie - Gribs (Afl., The Fatal Chase Raid, 1966)
- The Sand Pebbles (1966) - Crosley
- Run for Your Life Televisieserie - Frank Glass (Afl., The Shock of Recognition, 1966)
- Combat! Televisieserie - Britse korporaal Tommy Behan (Afl., The Masquers, 1967)
- The Big Valley Televisieserie - Mace (Afl., Brother Love, 1967)
- The Road West Televisieserie - Nick Marteen (Afl., The Eighty-Seven Dollar Bride, 1967)
- The Iron Horse Televisieserie - Merv (Afl., Six Hours to Sky High, 1967)
- Garrison's Gorillas Televisieserie - Guido (Afl., Black Market, 1967)
- A Man Called Gannon (1968) - Lou
- Hogan's Heroes Televisieserie - Generaal Metzger (Afl., The Collector General, 1968)
- Death Valley Days Televisieserie - Arnold (Afl., The Great Diamond Mines, 1968)
- The Party (1968) - C.S. Divot
- Hogan's Heroes Televisieserie - Majoor Kiegel (Afl., Clearance Sale at the Black Market, 1968)
- It Takes a Thief Televisieserie - Majoor Kazan (Afl., A Very Warm Reception, 1968)
- The Big Valley Televisieserie - O'Leary (Afl., Presumed Dead, 1968)
- Ironside Televisieserie - Daniel Gerber (Afl., Return of the Hero, 1968)
- The Flying Nun Televisieserie - Harold Harmon (Afl., A Star Is Reborn, 1969)
- Hawaii Five-O Televisieserie - Big Chicken (Afl., ...And They Painted Daisies on His Coffin, 1968|The Box, 1969)
- The Big Valley Televisieserie - Clute (Afl., Alias Nellie Handley, 1969)
- Hogan's Heroes Televisieserie - Generaal von Rauscher (Afl., The Witness, 1969)
- It Takes a Thief Televisieserie - Seymour (Afl., Rock-Bye, Bye, Baby, 1969)
- Judd for the Defense Televisieserie - Ken Miles (Afl., Visitation, 1969)
- The Thousand Plane Raid (1969) - Sgt. Kruger
- Lancer Televisieserie - Bateman (Afl., The Black Angel, 1969)
- The Comic (1969) - Eerste regisseur
- It Takes a Thief Televisieserie - Generaal Contell (Afl., An Evening with Alister Mundy, 1970)
- The Name of the Game Televisieserie - Lenie Franklin (Afl., Jenny Wilde Is Drowning, 1970)
- Kelly's Heroes (1970) - Moriarty (Tank Crewman)
- The Intruders (Televisiefilm, 1970) - Gevangenisdirecteur
- Honeymoon Suite Televisieserie - Rol onbekend (1972)
- Love, American Style Televisieserie - Rol onbekend (Afl., Love and the Image Makers, 1974)
- The Mary Tyler Moore Show Televisieserie - Murray Slaughter (96 afl., 1970-1974)
- Rhoda Televisieserie - Murray Slaughter (Afl., Rhoda's Wedding: Part 1 & 2, 1974)
- Only with Married Men (Televisiefilm, 1974) - Jordan Robbins
- The New Love Boat (Televisiefilm, 1977) - Captain Merrill Stubing
- Ransom for Alice! (Televisiefilm, 1977) - Yankee Sullivan
- Wonder Woman Televisieserie - Mr. Ellsworth (Afl., The Fine Art of Crime, 1978)
- Charlie's Angels Televisieserie - Captain Merrill Stubing (Afl., Love Boat Angels, 1979)
- Scruples (Miniserie, 1980) - Curt Arvey
- The Big Show Televisieserie - Presentator (Episode 1.2, 1980)
- Murder Can't Hurt You (Televisiefilm, 1980) - Lt. Nojack
- Hotel Televisieserie - Martin 'Merrick' Brenner (Afl., Fallen Idols, 1985)
- The Greatest Stories of the Bible Televisieserie - Daniel (Afl., Daniel and the Lion's Den, 1986, stem)
- The Love Boat Televisieserie - Captain Merrill Stubing (241 afl., 1977-1987)
- Student Exchange (Televisiefilm, 1987) - Vice Principal Durfner
- The Love Boat: A Valentine Voyage (Televisiefilm, 1990) - Capt. Stubing
- Murder, She Wrote Televisieserie - Art Sommers (Afl., The Big Show of 1965, 1990)
- The Last Act Is a Solo (Televisiefilm, 1991) - Michael Holmes
- CBS Schoolbreak Special Televisieserie - Robert Carter (Afl., I Die Before I Wake, 1993)
- Burke's Law Televisieserie - Jerry Marz (Afl., Who Killed the Host at the Roast?, 1994)
- The Love Boat: The Next Wave Televisieserie - Captain Merrill Stubing (Afl., Reunion, 1998)
- Oz Televisieserie - Kardinaal Frances Abgott (Afl., Works of Mercy, 2000)
- The King of Queens Televisieserie - Uncle Stu (Afl., S'no Job, 2001|Hero Worship, 2002)
- Time Changer (2002) - Norris Anderson
- JAG Televisieserie - Raymond Harrick (Afl., Standards of Conduct, 2003)
- Touched by an Angel Televisieserie - Calvin (Afl., The Show Must Not Go On, 2003)
- Checking Out (2005) - Portier (Niet op aftiteling)
- That '70s Show Televisieserie - Smitty (Afl., Sweet Lady, 2006|Sheer Heart Attack, 2006)

- Biblioteca Nacional de España: XX5029680
- Bibliothèque nationale de France: cb15840652z (data)
- Catàleg d'autoritats de noms i títols de Catalunya: 981058518718406706
- Gemeinsame Normdatei: 119062429
- International Standard Name Identifier: 0000 0001 0783 0507
- Library of Congress Control Number: n86077633
- MusicBrainz: 0b4e3c1e-d137-478b-a42f-5e76cd5304df
- Nationale Bibliotheek van Tsjechië: xx0175274
- Nederlandse Thesaurus van Auteursnamen: 316152676
- SNAC: w6j17s3n
- Virtual International Authority File: 66800876
- WorldCat: E39PBJd3H7DXPCvXwRV9CDgqcP